# Caesalpinia rubra
Caesalpinia rubra är en ärtväxtart som först beskrevs av Adolf Engler, och fick sitt nu gällande namn av John Patrick Micklethwait Brenan. Caesalpinia rubra ingår i släktet Caesalpinia och familjen ärtväxter. Inga underarter finns listade i Catalogue of Life.